# Jak dostat tatínka do polepšovny
Jak dostat tatínka do polepšovny je česká rodinná komedie. Byla natočena roku 1978 jako televizní film, který režírovala a jehož scénář napsala Marie Poledňáková. Hlavní role vytvořili Jana Preissová, Tomáš Holý a František Němec. Jde o volné pokračování televizní komedie Jak vytrhnout velrybě stoličku.

## Děj
Osmadvacetiletá baletka Anna (Jana Preissová) vychovává jako svobodná matka osmiletého syna Vaška (Tomáš Holý). V zimě na horách potkala po devíti letech horolezce Luboše, se kterým kdysi prožila krátký románek. Nyní se Luboš dozvěděl, že Vašek je jeho syn. Nadcházející letní prázdniny plánují prožít společně: Luboš chce Vaškovi vynahradit aspoň trochu všechen čas a Anna chce Luboše blíž poznat.
Anna se pečlivě připravuje na prázdniny a balí kufry, i když neví, kam je Luboš vezme. Její jedinou podmínkou je, aby nejeli na hory – Anna si nepřeje, aby Vašek lezl na skály, nechce totiž, aby se mu něco stalo. Její představa prázdnin je jasná: Luboš se bude věnovat Vaškovi a ona bude moci odpočívat.
Její představy a realita se ale rozejdou. První dny stráví na kolech a pod stanem. Pak konečně dojedou k cíli cesty – k Lubošově rodné chalupě. Zde je přivítá Lubošův otec (Josef Karlík). Vašek je šťastný, že má i dědu. Zato Anna se zhrozí, když uvidí dědovu kuchyň. Pro Vaška může začít opravdové prázdninové dobrodružství, protože za chalupou jsou skály. Když to Anna druhý den zjistí, zakáže Lubošovi a Vaškovi na skálu lézt.
Luboš tráví hodně času s Vaškem, ale také by byl chvíli rád s Annou o samotě. To jde ale těžko, když je v chalupě ještě Vašek a děda. Děda navíc trvá na tom, aby byla co nejdříve svatba. A taky se snaží, aby Anna nepřišla na to, že kluci každý den, když jezdí do vsi nakupovat, lezou na skály. Když na to Anna přijde, přesvědčí ji Luboš, že na skály lezl jen on a Vašek se díval. Pro zatím mu Anna uvěří. Ale Luboš s Vaškem lezou na skály dál. Luboš navíc dostane telegram, že musí na mezinárodní soustředění horolezců – nebude tak moci zůstat s Annou a Vaškem u dědy do půlky prázdnin, jak původně plánoval.
Anna svolí k svatbě. Luboš by ji rád uskutečnil před jeho odjezdem, což Anna neví. Nedopatřením ji to prozradí lidé z vesnice. Anna jede zkratkou ze vsi, což jí opět poradili místní, a všimne si skal – na jednu z nich zrovna vylezli Luboš s Vaškem. Anna je strachy bez sebe. Navíc je rozzlobená a zklamaná, že Luboš zradil její důvěru, a odjíždí domů.
Začátkem září se Luboš vrací ze soustředění a snaží se i s dědou vše urovnat. To ještě netuší, že Anna čeká druhé dítě. I Vašek mámu pořád přesvědčuje, aby tátovi odpustila – nechce o něj přijít. Luboš s Annou se nakonec usmíří.

## Obsazení
| Jana Preissová     | baletka Národního divadla Anna Bendová |
| František Němec    | náčelník horské služby Luboš Rychman   |
| Tomáš Holý         | Vašek Benda, jejich syn                |
| Josef Karlík       | děda Josef Rychman, otec Luboše        |
| Petr Nárožný       | pošťák Fanda                           |
| Luděk Sobota       | zootechnik Vlk                         |
| Bronislav Poloczek | rostlinář Voves                        |
| František Peterka  | předseda JZD Kos                       |
| Jana Dítětová      | zdravotní sestra Bendová, matka Anny   |
| Gabriela Vránová   | Vaškova učitelka                       |
| Alena Kreuzmannová | garderobiérka Boženka                  |
| Vlastimil Harapes  | šéf baletu Národního divadla Jindřich  |

## Tvůrci a štáb
- Scénář a režie: Marie Poledňáková
- Dramaturg: Jana Dudková
- Kamera: Petr Polák
- Vedoucí produkce: Miloš Stejskal
- Hudba: Václav Zahradník
- Nahrál: Orchestr ČST (řídil Josef Vobruba)
- Choreografie a odborný poradce: Miroslav Kůra
- Výtvarník dekorací: Karel Černý
- Výtvarník kostýmů: Svatava Sophová
- Výtvarná spolupráce: Zdeněk Smetana
- Kostýmy: Helena Vondrušková
- Zvuk: Dobroslav Šrámek
- Střih: Karel Kohout
- II. kameraman: Karel Dobřichovský
- II. architekt: Michal Krška
- Umělecký maskér: František Pilný
- Výprava: Jiří Rulík
- Skript: Irena Klausová
- Pomocný režisér: Jiří Kratochvíl
- Zástupci vedoucího produkce: Alena Koubová, Milan Brabec
- Odborní poradci: Vladimír Procházka, Josef Linhart, Jindřich Sochor

Film byl natočen ve spolupráci se souborem baletu Národního divadla Praha, Vrcholovou komisí Českého ráje v Turnově a Správou chráněné krajinné oblasti Český ráj v Turnově.

## Produkční a technické údaje
- Premiéra: 24. prosinec 1978, I. program Československé televize (od 21:25)
- Výroba: Československá televize Praha, Hlavní redakce dramatických pořadů, © 1978
- Vyrobeno ve: Filmové studio Barrandov
- Zpracovaly: Filmové laboratoře Barrandov
- Barva: barevný
- Jazyk: čeština
- Délka: cca 91 minut
- Formát obrazu: 4:3

## Technické poznámky
- Natáčelo se přibližně od začátku letních prázdnin do poloviny září 1978. Natáčení provázela nepřízeň počasí, prvních asi 14 dní propršelo a nebylo možné točit. Fakticky se tedy točilo zhruba dva měsíce, od poloviny července.
- Dědova chalupa se nachází v Dobšicích (části obce Libošovice).
- Dům, ve kterém byla prodejna s potravinami, kam Vašek s tátou jezdili na nákup, si zahrál i Muzeum peří ve filmu Jára Cimrman ležící, spící. Nachází se ve Vesci u Sobotky.
- Jméno hasičské stříkačky – veterána – Máňa, nebylo ve scénáři. Vymyslel ho Luděk Sobota. Vzpomněl si na traktor Máňu ze svého předchozího filmu Jáchyme, hod' ho do stroje! a Tomáš Holý se toho chytil.
- Horolezecké záběry natáčeli skutečně František Němec s Tomášem Holým, oba prodělali asi týdenní výcvik pod vedením profesionálních instruktorů, kteří byli zároveň i odbornými poradci a při vlastním natáčení oba herce i jistili. Vrcholový záběr se natáčel na snadno přístupné vyhlídce.
- František Němec si při natáčení jednoho z horolezeckých záběrů přivodil těžké podvrtnutí kotníku. Prvním záběrem natočeným po této nehodě je záběr, kde sedí s dědou na stromě (kam jej štáb musel vytáhnout kladkostrojem) a sledují Tomáše, jak se schovává pod plechovou vanou.
- Reakce Tomáše Holého na studenou vodu pod pumpou je autentická: Nejprve se záběr natáčel s teplou vodou; byla noc a venku bylo toho dne dost chladno. Teplá voda v kombinaci s chladným vzduchem způsobila, že z Tomáše stoupala pára a bylo nutné záběr opakovat. Tomáš se na opakování záběru těšil, paní režisérka mu však ve spěchu zapomněla říct, že teplou vodu vyměnili za ledovou, přímo z vodovodu. Tomáš se nejprve lekl a pak se začal hystericky smát – a tento záběr pak ve filmu použili.
- Současně s tímto filmem natáčel Tomáš i druhý díl své šumavské trilogie – Na pytlácké stezce. Natáčení obou filmů se mu asi z poloviny překrývá.
- Pokračování je inspirováno jednak samotnými herci, kteří si v závěru natáčení prvního dílu vymýšleli, jak by se mohl příběh rodiny dále vyvíjet, jednak skutečným tatínkem Marie Poledňákové, který pro své vnuky vymýšlel různá prázdninová dobrodružství a výpravy. On sám se ale filmů nedožil. Zemřel před dokončením prvního dílu.
- Na mezinárodním festivalu v Monte Carlu film vyvolal pozdvižení. Odborná porota po projekci prohlásila, že Tomáš Holý je nejlepším dětským hercem od dob Shirley Templové a na počest Marie Poledňákové uspořádali slavnostní večeři. Film dostal hlavní cenu Zlatá nymfa a cenu Cine del Duca, která se uděluje režisérům do 35 let, přesto, že Marii bylo už 37. Po návratu do Československa se pozlacené sošky zmocnil tehdejší ředitel Československé Televize, Jan Zelenka. Po jeho odstoupení, vlivem Sametové revoluce, byla soška ukradena a její další osud je neznámý.[1]
- Marie Poledňáková napsala i třetí pokračování příběhu. Odehrává se asi 10 let po narození holčičky, která je v závěru filmu zmiňována. Příběh se jmenoval Jak Anděla viděla anděla. Tomáš Holý, ačkoliv už ukončil hereckou kariéru, souhlasil se symbolickou rolí v několika málo záběrech. Mělo se filmovat v létě 1990. Po tragické smrti Tomáše Holého autorka z pietních důvodů projekt opustila a v polovině 90. let jej pod stejným názvem vydala knižně. V roce 2006 se na radu produkčního Milana Šmídmajera k původnímu námětu vrátila, podstatně jej přepracovala a tak vznikl film Jak se krotí krokodýli. Postavu Vaška převzal Jiří Mádl.
- Při premiéře na Štědrý večer 1978 sledovalo film asi 89 % domácností, které měly televizor. To z něj udělalo jeden z nejsledovanějších pořadů v dějinách televizního vysílání u nás. Tehdy byly ovšem jen 2 státní kanály. Sledovanost se dodnes pohybuje mezi 1,6 a 2 milióny diváků při každé repríze.

## Ocenění
19. ročník Mezinárodního televizního festivalu v Monte Carlu 1979
- Zlatá nymfa za nejlepší scénář
- Cena Cino del Duca za režii